# Оболочка голоморфности
Оболо́чка голомо́рфности (англ. envelope or hull of holomorphy) области — понятие комплексного анализа, раздела математики, наибольшая область комплексного пространства такая, что всякая функция, голоморфная в исходной области, голоморфно продолжается в оболочку голоморфности. Любая другая область, имеющая такое свойство, принадлежит оболочке голоморфности.
Альтернативная формулировка: оболочка голоморфности области — наименьшая область голоморфности комплексного пространства такая, что всякая функция, голоморфная в исходной области, голоморфно продолжается в оболочку голоморфности, то есть пересечение областей голоморфности всех функций, голоморфных в исходной области.
Оболочка голоморфности есть область голоморфности, и если область комплексного пространства изначально голоморфна, то её оболочка совпадает с самой областью.
Если одна область лежит в другой области, то и оболочка голоморфности меньшей области лежит в оболочке голоморфности большей области.
Поскольку на комплексной плоскости {\displaystyle \mathbb {C} } любая область совпадает со своей оболочкой голоморфности (поскольку любая область в {\displaystyle \mathbb {C} } есть область голоморфности), то понятие оболочки голоморфности бессмысленно для одной комплексной переменной. В комплексном пространстве {\displaystyle \mathbb {C} ^{n}}, {\displaystyle n\geqslant 2}, появляется проблема нахождения для данной области её оболочки голоморфности, поскольку произвольная область может и не быть областью голоморфности. Другими словами, имеются такие области, что всякая функция, в них голоморфная, голоморфно продолжается в более широкую (в общем случае неоднолистную) область.
В некоторых приложениях, в частности, в аксиоматической квантовой теории поля, имеется нетривиальная проблема о построении оболочек голоморфности некоторых специальных областей, отражающих физические требования спектральности, локальной коммутативности и лоренцовой ковариантности. При этом особенно полезными оказываются теорема Боголюбова «острие клина» и теоремы непрерывности.